# Geografia Saint-Pierre i Miquelon

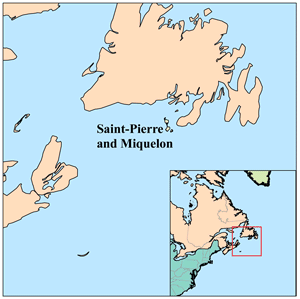
Położenie wysp

Saint-Pierre i Miquelon to zamorska wspólnota terytorialna Francji, znajdująca się na archipelagu Saint-Pierre i Miquelon, w północnej części Oceanu Atlantyckiego. Wyspy leżą u brzegów Nowej Fundlandii (Kanada). Zostały odkryte w XVI w. i były celem badań angielskiej ekspedycji dowodzonej przez włoskiego żeglarza – Giovanni Caboto.

## Powierzchnia, położenie geograficzne i granice

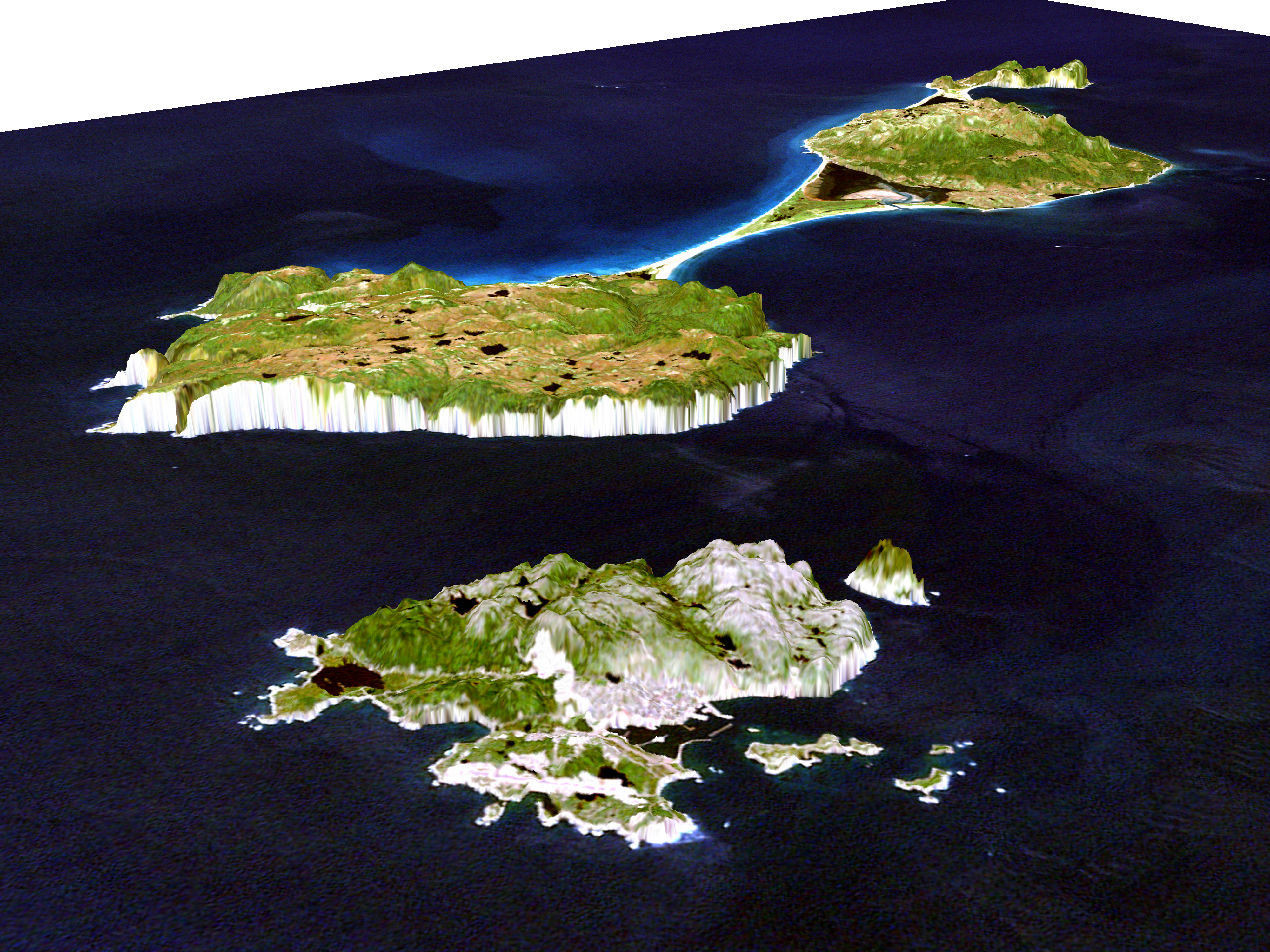
Mapa satelitarna archipelagu

Wyspy cechują się nizinnym krajobrazem i wybitnie morskim klimatem.
Powierzchnia – 242 km²
Położenie geograficzne – 46°57′N i 56°14′W. Archipelag rozciąga się na długości 45 km.
Saint Pierre i Miquelon poprzez wody terytorialne Oceanu Atlantyckiego graniczą od wschodu i północy z Kanadą.
Linia brzegowa – 120 km

## Ukształtowanie poziome
Na archipelag składają się dwie głównie wyspy: Saint Pierre o powierzchni 26 km² i Miquelon, która ma powierzchnię 216 km². Saint Pierre cechuje się urozmaiconą linią brzegową, tworzącą kilka zatok i półwyspów, a Miquelon ma charakterystyczny kształt: składa się z dwóch części połączonych wąskim, piaszczystym przesmykiem – Langlade; również ona ma dobrze rozwiniętą linię brzegową, tworzącą niewielkie zatoki. Saint Pierre ma surowe, skaliste wybrzeże z licznymi klifami, natomiast wybrzeże Miquelon jest niższe, w wielu miejscach żwirowe i piaszczyste. Poza nimi w skład archipelagu wchodzi około 30 mniejszych wysp oraz niewielkie skały przybrzeżne.

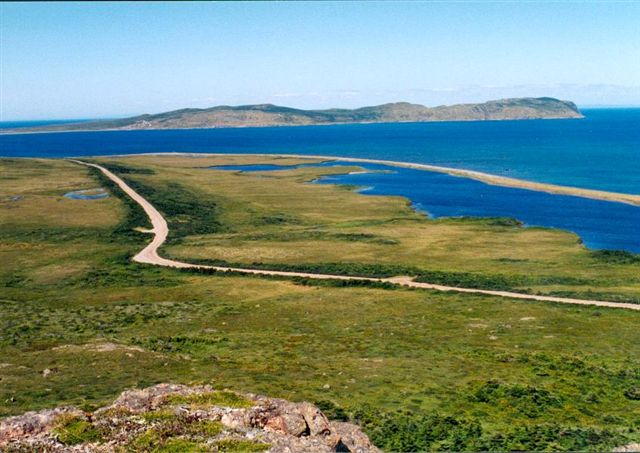
Krajobraz wysp

## Budowa geologiczna i rzeźba terenu
Archipelag Saint Pierre i Miquelon leży na obszarze płyty północnoamerykańskiej i stanowi fragment tarczy kanadyjskiej. Wyspy budują stare skały metamorficzne z archaiku, które podlegały fałdowaniom prekambryjskim. Istotny wpływ na wygląd wysp miała ostatnia seria zlodowaceń plejstoceńskich.
Wyspy są nizinne, cechują się stosunkowo monotonnym krajobrazem urozmaiconym tylko o niewielkie, bardzo łagodne wzgórza i lekkie pofalowania terenu. Przeciętne wysokości wynoszą 100–150 m n.p.m. Najwyższe wzniesienia nieznacznie przekraczają 200 m n.p.m., a najwyższym punktem na Miquelon jest Morne de la Grande Montagne o wysokości 228 m n.p.m.

## Klimat
Wyspy leżą w strefie klimatu umiarkowanego o wybitnie morskiej odmianie. Wpływ na klimat ma nie tylko sam ocean, ale i ciepły Prąd Zatokowy (Golfsztrom) oraz zimny Prąd Labradorski. Klimat Saint Pierre i Miquelon cechuje się niekorzystnymi warunkami atmosferycznymi i biometeorologicznymi.
Temperatury są łagodne, ale niskie, średnia roczna temperatury wynosi około +6 °C (+3 °C w nocy i +8 °C za dnia). Średnie temperatury zimowe wynoszą około −1 °C (odpowiednio: −5 °C i 0 °C), natomiast latem jest chłodno, średnie wartości wynoszą około 15 °C (12 °C i 18 °C). Amplitudy dobowe są niewielkie i na ogół nie przekraczają 5 °C. Poziom nasłonecznienia jest niewielki, co wiąże się nie tylko z szerokością geograficzna, ale i zachmurzeniem, które ma też wpływ na temperatury.
Opady są wysokie, związane z działalnością oceanicznych mas powietrza. Opady deszczu są częste, a roczne wartości wynoszą 1500 mm, a nawet więcej. Zima trwa około 4 miesięcy, co wiąże się także z opadami śniegu. Wysoka wilgotność powietrza wywołuje częste mgły, a efektem tego są niekorzystne warunki biometeorologiczne i ogólnie atmosferyczne.

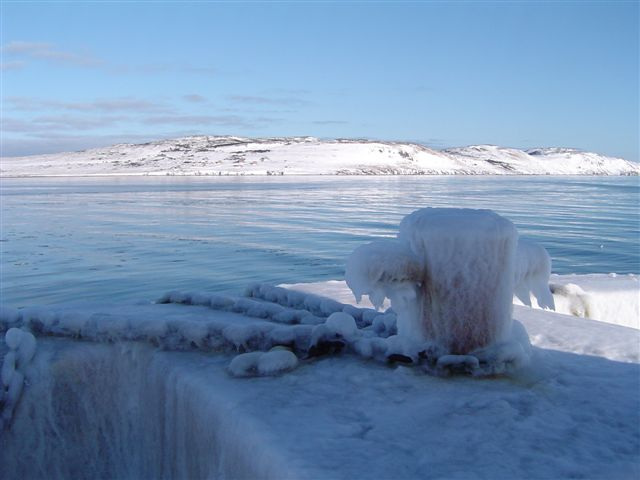
Krajobraz zimowy wysp

## Wody
Wyspy są zasobne w wody, które występują głównie w postaci licznych jezior, zarówno lagunowych, jak i polodowcowych. Sieć rzeczna jest uboga – ma postać krótkich strumieni. Na wyspach znajdują się także tereny podmokłe.

## Gleby
Tutejsze gleby to przede wszystkie bielice, które są charakterystyczną pokrywą dla tajgi. W wielu miejscach gleby są bardzo płytkie, nieprzydatne rolniczo.

## Flora i fauna
Roślinność jest uboga, czego przyczyną jest skalisty charakter i niekorzystne warunki glebowe i klimatyczne. Powszechną formację roślinną zajmują formacje trawiaste i torfowiska oraz roślinność krzaczasta. Tam gdzie nie ma pokrywy glebowej i występują nagie skały, powszechne są porosty. Lasy zajmujące niecałe 5% powierzchni wysp to niewielkie fragmenty ekosystemu borealnego.
Świat zwierząt należy do geograficznej prowincji kanadyjskiej, ale na wyspach nie ma dużych ssaków lądowych. Liczne są foki i w wiele gatunków morskich. Bogaty jest świat ptaków – głównie morskich.